# Václav Doležal
Václav Doležal (?, 1900 – ?, 1977) Európa-bajnoki ezüstérmes csehszlovák jégkorongozó kapus.
Az 1926-os jégkorong-Európa-bajnokságon ezüstérmet nyert csehszlovák válogatottal. Utoljára jégkorong-Európa-bajnokságon az 1927-esen játszott és nem nyert érmet.
Klubcsapata a ČSK Vyšehrad volt.